# Adidas Questra
Questra fue el balón de fútbol oficial usado durante la Copa Mundial de 1994 realizada en Estados Unidos. Fue fabricado por la compañía alemana de equipamiento deportivo Adidas para torneos internacionales durante mediados de los 90. El nombre proviene de una antigua palabra que significa "la búsqueda de las estrellas".
Fue el quinto balón (descontando las versiones Durlast y España de Telstar y Tango, respectivamente) diseñado, desarrollado y fabricado por la multinacional Adidas, para un Campeonato Mundial de Fútbol de FIFA. Al mismo tiempo y como sus predecesores desde 1970, mantuvo el formato de construcción a partir de 20 parches hexagonales regulares y 12 pentagonales regulares, más el patrón de diseño adoptado desde 1978, consistente en tríadas dibujadas sobre los parches hexagonales, dispuestas de manera circundante a cada parche pentagonal.
A partir de los sucesos ocurridos en el Campeonato Mundial 1994, este balón se relaciona principalmente con los astros brasileños Romario y Bebeto (ambos consagrados campeones mundiales), los italianos Roberto Baggio y Paolo Maldini o el búlgaro Hristo Stoitchkov, este último consagrado como goleador del torneo.

## Versiones
El primer balón de la serie se llamó simplemente Questra, y se diseñó originalmente para la Copa Mundial de Fútbol de 1994 que se desarrolló en Estados Unidos. Dada la popularidad de este diseño se fabricaron tres nuevas ediciones del Questra: el Questra America, que fue el balón oficial de la Copa América 1995 realizada en Uruguay el Questra Europa, que fue el balón oficial de la Eurocopa 1996 realizada en Inglaterra, mientras que el otro fue el Questra Olympia, balón oficial del torneo de fútbol de los Juegos Olímpicos de Atlanta 1996.
En el proceso de desarrollo del Questra, Adidas buscó crear un balón más ligero y más sensible con la utilización de 5 materiales diferentes y envolviéndolo en espuma de poliestireno, lo que le dio una mayor resistencia al agua y le permite una mayor aceleración cuando se patea. En consecuencia, el balón se volvió más suave al tacto y se mejoró el control del balón. Esto se demostró durante la Copa del Mundo, donde los jugadores consiguieron adaptarse rápidamente al nuevo balón y pudieron convertir grandes goles. Sin embargo, muchos porteros se quejaron de lo complicado que era atajar los remates al arco en condiciones húmedas, donde hacer estas maniobras era particularmente complicado.
Se usó este balón en Primera División de Chile 1994, Segunda División de Chile 1994 y Primera División de Argentina 1995-96.